# 二砷化锌
二砷化锌是一种无机化合物，化学式为ZnAs2。

## 制备
二砷化锌可由单质直接化合得到：
Zn + 2 As → ZnAs2

## 化学性质
二砷化锌遇酸放出剧毒的AsH3.

## 扩展阅读
- 关于二砷化锌生产的一些体会[J]. 《化学试剂》. 1979年01期
- J.T. Asubar, A. Kato, T. Kambayashi, S. Nakamura, Y. Jinbo, N. Uchitomi. . Journal of Crystal Growth. 2007-4,. 301-302: 656–661  [2019-04-04]. doi:10.1016/j.jcrysgro.2006.12.015. （原始内容存档于2019-09-21） （英语）.  （页面存档备份，存于）